# Давидко Люся Степанівна
Люся Степанівна Давидко (до шлюбу Жаховська; нар. 18 листопада 1948, м. Тернопіль) — українська акторка. Народна артистка України (2001).

## Життєпис
Народилася 18 листопада 1948 року у Тернополі в сім'ї робітника. У школі виступала в драмгуртку, читала поезії на олімпіадах, мріяла стати артисткою.
У 1964 році вступила на навчання до театральної студії при Тернопільському музично-драматичному театрі імені Т. Г. Шевченка. Тут слухала курс акторської майстерності в Раїси Степаненко, на студійній сцені успішно зіграла роль Марусі («Дай серцю волю, заведе в неволю») і Анісії («Влада темряви»). Після закінчення студії в 1965 році прийнята до акторського складу театру. Відточувала майстерність під керівництвом режисерів Ярослава Геляса, Руслана Степаненко, Бориса Головатюка.
Одружена зльністьом Тадеєм Давидком.

## Театральна діяльність
Від 1965 року й донині працює акторкою Тернопільського музично-драматичного театру імені Т. Г. Шевченка. За весь час на сцені цього театру зіграла понад 120 різнопланових ролей (в основному драматичних та гострохарактерних героїнь), серед яких:
- Тетяна, Рахіра («У неділю рано зілля копала», «Земля» за Ольгою Кобилянською);
- Софія, Варка («Безталанна», «Наймичка» Івана Карпенка-Карого);
- Мавка («Лісова пісня» Лесі Українки);
- Стеха («Назар Стодоля» Тараса Шевченка);
- Валерія («Моя професія — сеньйор з вищого світу» Джуліо Скарніччі й Ренцо Тарабузі);
- Роксолана («Роксолана» за Павлом Загребельним);
- Гертруда («Гамлет» Вільяма Шекспіра);
- Кезонія («Калігула» Альбера Камю);
- Хелен («Гуцулка Ксеня» Ярослава Барнича);
- Жаннет Фішнр, Елейн Навазіо, Боббі Мітчел («Останній палко закоханий» за Нілом Саймоном);
- Наташа («Шлях сина» за Олексієм Корниенком);
- Інга («Чотири хрести на сонці» за Анатолієм Делендиком);
- Орися («Циганка Аза» Михайла Старицького);
- Наташа («Пам'ять серця» за Олександром Корнійчуком);
- Німфа («Лісова пісня» за Лесею Українкою);
- Зубержат («У ніч місячного затемення» за Мустаєм Каримом);
- Катря («Мати-наймичка» за Іваном Тогобочним);
- Маруся («Дай серцю волю» за Марком Кропивницьким);
- Роль в комедії «Штани» Ференца Дунаї.

Ролі в опереттах:
- Пепіта («Вільний вітер» за Ісааком Дунаєвським);
- Наташа («Чорноморці» за Миколою Лисенком).

Також зіграла епізодичну роль у кінострічці «Вишневі ночі» (1992).

## Нагороди
- Заслужена артистка України (1980)[3];
- Народна артистка України (2001)[4].